# 新院駅 (黄海南道)
新院駅（シヌォンえき、신원역）は、朝鮮民主主義人民共和国の鉄道駅である。黄海南道新院郡に位置している。